# Blue Orchestra
Blue Orchestra (青のオーケストラ, Ao no ōkesutora) est un shōnen manga de Makoto Akui prépublié sur les plateformes MangaONE et Ura Sunday de Shōgakukan depuis avril 2017.
Une adaptation d'une série télévisée d'animation produite par le studio Nippon Animation est diffusée de avril à octobre 2023.
En décembre 2021, plus de 3,3 millions d'exemplaires du manga sont en circulations en circulation. En 2023, le manga remporte le 68e Prix Shōgakukan dans la catégorie « shōnen ».

## Synopsis
Hajime Aono est un jeune lycéen qui a remporté de nombreux prix dans des concours de violon lorsqu'il était plus jeune. Il a cessé de jouer du violon en raison de circonstances familiales, mais rejoint l'orchestre de son lycée. Il y rencontre Nao Saeki, qui joue également du violon et obtient d'excellents résultats dans les compétitions.

## Personnages
Hajime Aono (青野 一, Aono Hajime)
Voix japonaise : Shōya Chiba
Le violon de Hajime est réalisé par Ryota Higashi.
Ritsuko Akine (秋音 律子, Akine Ritsuko)
Voix japonaise : Ai Kakuma
Le violon de Ritsuko est réalisé par Yurie Yamada.
Nao Saeki (佐伯 直, Saeki Nao)
Voix japonaise : Shimba Tsuchiya
Le violon de Nao est réalisé par Takuto Owari.
Haru Kozakura (小桜 ハル, Kozakura Haru)
Voix japonaise : Minako Satō
Le violon de Haru est réalisé par Kyoko Ogawa.
Ichiro Yamada (山田 一郎, Yamada Ichirō)
Voix japonaise : Makoto Furukawa (ja)
Le violon de Ichiro est réalisé par Harumi Sato.
Shizuka Tachibana (立花 静, Tachibana Shizuka)
Voix japonaise : Lynn
Le violon de Shizuka est réalisé par Karen Kido.
Yo Hatori (羽鳥 葉, Hatori Yō)
Voix japonaise : Shintarō Asanuma
Le violon de Yo est réalisé par Tomotaka Seki.
Sô Harada (原田 蒼, Harada Sō)
Voix japonaise : Junya Enoki
Le violon de So est réalisé par María Dueñas.
Ryujin Aono (青野 龍仁, Aono Ryūjin)
Voix japonaise : Ryōtarō Okiayu
Le violon de Ryujin est réalisé par Hilary Hahn.
Takeda-sensei (武田先生)
Voix japonaise : Hayato Kaneko
Hajime's mother (青野の母, Aono no Haha)
Voix japonaise : Chiwa Saitō
Mari Tateishi (立石 真理, Tateishi Mari)
Voix japonaise : Konomi Kohara
Chika Yonezawa (米沢 千佳, Yonezawa Chika)
Voix japonaise : Kaori Maeda
Osamu Shibata (柴田 修, Shibata Osamu)
Voix japonaise : Jun Fukushima
Hiroaki Ayukawa (鮎川 広明, Ayukawa Hiroaki)
Voix japonaise : Daisuke Ono

## Production et supports

### Manga
Écrit et illustré par Makoto Akui, le manga Blue Orchestra est initialement prépublié sur la plateforme en ligne MangaONE de Shōgakukan à partir du 25 avril 2017. À partir du dimanche suivant, le 2 mai 2017, il est également prépublié sur le site Ura. Shōgakukan assemble  ensuite ses chapitres en volumes tankōbon individuels. Le premier volume paraît le 19 juillet 2017. Au 31 mars 2023, onze volumes sont parus.

#### Liste des volumes
| no | Japonais          | Japonais          |
| no | Date de sortie    | ISBN              |
| -- | ----------------- | ----------------- |
| 1  | 19 juillet 2017   | 978-4-09-127744-2 |
| 2  | 10 novembre 2017  | 978-4-09-128019-0 |
| 3  | 11 mai 2018       | 978-4-09-128295-8 |
| 4  | 12 septembre 2018 | 978-4-09-128517-1 |
| 5  | 18 janvier 2019   | 978-4-09-128757-1 |
| 6  | 8 août 2019       | 978-4-09-129378-7 |
| 7  | 12 mai 2020       | 978-4-09-850113-7 |
| 8  | 11 septembre 2020 | 978-4-09-850239-4 |
| 9  | 19 avril 2021     | 978-4-09-850506-7 |
| 10 | 19 avril 2022     | 978-4-09-851078-8 |
| 11 | 31 mars 2023      | 978-4-09-851759-6 |

### Roman
Un roman adapté de l'œuvre et écrit par Yui Tokiumi est édité par Shōgakukan depuis le 31 mars 2023.

#### Liste des volumes
| no | Japonais       | Japonais          |
| no | Date de sortie | ISBN              |
| -- | -------------- | ----------------- |
| 1  | 31 mars 2023   | 978-4-09-231448-1 |

### Anime
En avril 2022, une adaptation de la série anime est annoncée,. La série est produite par le studio Nippon Animation et réalisée par Seiji Kishi, avec des scénarios écrits par Yūko Kakihara et des conceptions de personnages gérées par Kazuaki Morita. La diffusion des épisodes commence le 9 avril 2023 sur NHK Educational TV. La chanson thème d'ouverture est Cantabile est interprétée par Novelbright, tandis que la chanson thème de fin Yūsari no canon (夕さりのカノン) est interprétée par Yuika.
En France, la série est diffusée par Animation Digital Network.
Après la sortie du dernier épisode, une saison 2 a été annoncée pour 2025.

#### Liste des épisodes
| No | Titre français               | Titre japonais         | Titre japonais            | Date de 1re diffusion |
| No | Titre français               | Kanji                  | Rōmaji                    | Date de 1re diffusion |
| -- | ---------------------------- | ---------------------- | ------------------------- | --------------------- |
| 1  | Hajime Aono                  | 青野ハジメ             | Aono Hajime               | 9 avril 2023          |
| 2  | Ritsuko Akine                | 秋音律子               | Akine Ritsuko             | 16 avril 2023         |
| 3  | L'Orchestre du lycée Umimaku | 海幕高校オーケストラ部 | Umimaku kōkō ōkesutora-bu | 23 avril 2023         |
| 4  | Nao Saeki                    | 佐伯直                 | Saeki Nao                 | 30 avril 2023         |
| 5  | Sô Harada                    | 原田蒼                 | Harada Sō                 | 7 mai 2023            |
| 6  | Jour de pluie                | 雨の日                 | Ame no hi                 | 14 mai 2023           |
| 7  | Haru Kozakura                | 小桜ハル               | Kozakura Haru             | 21 mai 2023           |
| 8  | Air sur la corde de sol      | G線上のアリア          | G-senjō no aria           | 28 mai 2023           |
| 9  | Élèves de première           | 先輩                   | Senpai                    | 4 juin 2023           |
| 10 | Débutants et vétérans        | 初心者と経験者         | Shoshinsha to keikensha   | 11 juin 2023          |
| 11 | La Nuit avant les auditions  | 決戦前夜               | Kessen zenya              | 18 juin 2023          |
| 12 | Auditions                    | オーディション         | Ōdishon                   | 25 juin 2023          |
| 13 | Mon propre son               | 自分の音色             | Jibun no neiro            | 2 juillet 2023        |
| 14 | Approcher                    | 歩み寄る               | Ayumiyoru                 | 9 juillet 2023        |
| 15 | Véritable son                | 本音                   | Honne                     | 16 juillet 2023       |
| 16 | Inquiètudes                  | 心配                   | Shinpai                   | 23 juillet 2023       |
| 17 | Véritables sentiments        | もう一つの本音         | Mou Hitotsu no Honne      | 30 juillet 2023       |
| 18 | Vérité                       | 真実                   | Shinjitsu                 | 27 août 2023          |
| 19 | En tant que Nao Saeki        | 君として               | Kimi to Shite             | 3 septembre 2023      |
| 20 | Où se trouve l'été           | 夏の居場所             | Natsu no Ibasho           | 10 septembre 2023     |
| 21 | Humoresques                  | ユーモレスク           | Humoresque                | 17 septembre 2023     |
| 22 | Les mots qu'on offre         | 贈る言葉               | Okuru Kotoba              | 24 septembre 2023     |
| 23 | Le Concert d'été             | 定期演奏会             | Teiki Ensoukai            | 1er octobre 2023      |
| 24 | Du nouveau monde             | 新世界より             | Shin Sekai Yori           | 8 octobre 2023        |

### Autres médias
Une vidéo promotionnelle avec le thème musical de Star Wars The Imperial March composée par John Williams et comprenant des illustrations du manga est mise en ligne par la chaîne YouTube de Deutsche Grammophon le 4 mai 2022 pour célébrer la journée Star Wars et le 90e anniversaire de Williams,.

## Accueil
En décembre 2021, plus de 3,3 millions d'exemplaires du manga sont en circulation.
En 2023, Blue Orchestra remporte le 68e Prix Shōgakukan dans la catégorie shōnen, aux côtés de Call of the Night,.